# Operation Black Buck

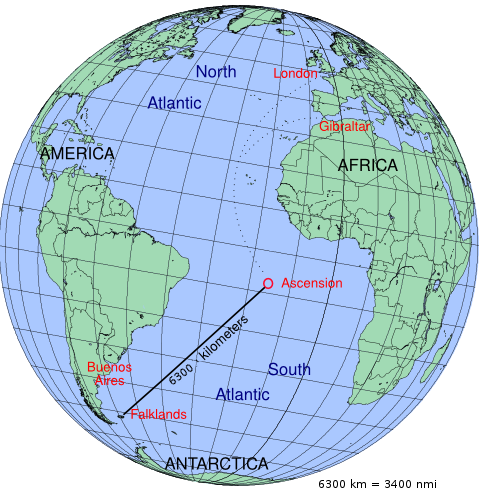
Avståndet från Ascension till Falklandsöarna är ca 7500 km.

Operation Black Buck (uppkallad efter besoarantilopen) var en serie om sju planerade (varav fem genomförda) bombflygningar under Falklandskriget. Flygningarna genomfördes av brittiska flygvapnets bombflygplan av typen Avro Vulcan. Basen var ön Ascension och målet var Falklandsöarna.
Uppdragen var de dittills längsta stridsflygningarna någonsin. Sträckan fram och tillbaka var 15 000 km och tog 16 timmar.

## Bakgrund
Eftersom Falklandskriget utspelade sig i Sydatlanten långt från de brittiska öarna kom insatserna att domineras av brittiska flottan och senare under invasionsskedet av brittiska armén. Brittiska flygvapnet bidrog med luftbron till Ascension Island, långdistans spaningsuppdrag och deltog med tunga helikoptrar och Harrier-attackflyg på Falklandsöarna. Men de var också fast beslutna att motivera sin existens genom att anfalla Falklandsöarna med tunga bombflygplan.

## Förberedelser

### Ombyggnad
Innan insatsen byggdes Vulcan-planen om med bland annat Dash 10 störsändare från Buccaneers och system för tröghetsnavigering från Vickers VC10. Lufttankningsutrustning som tidigare plockats bort återinstallerades. För att besättningen skulle klara av de långa uppdragen installerades också en kemisk klosett ombord.
Försök gjordes också att beväpna Vulcan-flygplanen med den inhemska anti-radarroboten Martel, men dålig träffsannolikhet i kombination med en kraftig verkansdel gjorde att den bedömdes som olämplig. Eftersom den luftförsvarsradar som var det tilltänkta målet var grupperad i närheten av Port Stanley skulle den vid en miss kunna orsaka civila dödsoffer. I stället köptes ett antal AGM-45 Shrike in från USA för samma ändamål.

### Ombasering
Fyra ombyggda Vulcans ombaserades från flygbasen Waddington i Lincolnshire tillsammans med lufttankningsflygplan (Handley Page Victors) från Marham i Norfolk till Wideawake airfield på Ascension. Tankflygplanen var nödvändiga för att nå Falklandsöarna eftersom en Vulcan normalt bara har en räckvidd på drygt 4000 km.

### Lufttankning

För att Vulcan-planen skulle kunna nå Falklandsöarna behövdes en omfattande lufttankningsoperation.

Förutom den extra utrustningen och bortåt tio ton bomber hade bombplanen också med sig var sin lufttankningsinstruktör som koordinerade tankflygplanen och som flög bombplanen under de kritiska lufttankningarna. Det gjorde att flygplanen endast kunde starta med en begränsad mängd bränsle för att sedan fylla upp tankarna genom lufttankning när de nått marschhöjd. Dessutom behövde ett antal tankflygplan följa med bombplanen halvvägs till Falklandsöarna för att bränslet skulle räcka hela vägen, samt möta dem halvvägs på tillbakavägen och dessa tankflygplan behövde också lufttankas.
Totalt behövdes elva tankflygplan av vilka fyra kunde mellanlanda och tanka innan de lyfte på nytt för att möta flygstyrkan på återvägen.

## Uppdragen

### Black Buck One
Första flygplan: XM598, pilot: Sqr Ldr John Reeve

Reservflygplan: XM607, pilot: Flt Lt Martin Withers

Målet med det första anfallet 30 april – 1 maj var att slå ut flygplatsen Port Stanley. Två Vulcans lyfte från Ascension runt kl 20:00 med tjugoen 454 kg sprängbomber vardera. Det första flygplanet blev dock tvingat att återvända till Ascension på grund av att tätningen runt en sidoruta hade gått sönder. Även ett av tankflygplanen blev tvunget att återvända.
Det andra bombplanet nådde Port Stanley runt kl 4 på morgonen efter att ha närmat sig från havet på låg höjd. Bomberna fälldes i sned vinkel över landningsbanan. Två bomber träffade själva landningsbanan och ytterligare en slog ut flygledartornet.
Kl 8:30 nådde nyheten om anfallet det brittiska försvarsministeriet och nyheten gick ut på BBC World News innan bombplanet hade landat på Ascension.

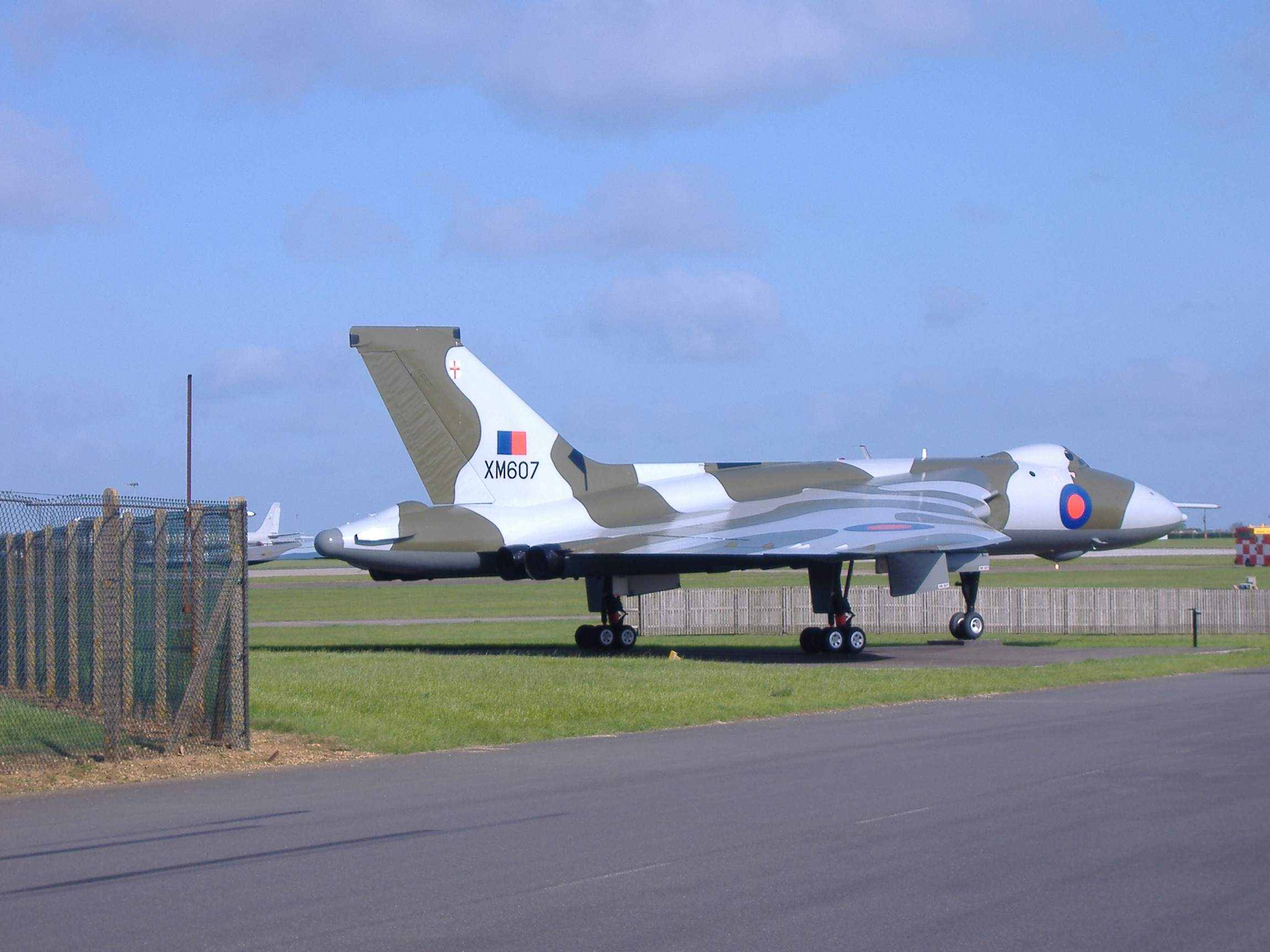
XM607

### Black Buck Two
Första flygplan: XM607, pilot: Sqr Ldr John Reeve

Reservflygplan: XM598

Under natten mellan 3 och 4 maj genomfördes ett identiskt uppdrag, men den här gången bommade man landningsbanan på grund av hotet från Roland-robotar och träffade i stället området väster om banan. Två argentinska soldater dödades.

### Black Buck Three
Efter de första två uppdragen gjordes en paus för att låta tankflygplanen i stället tanka de Nimrod-flygplan som utförde spaningsuppdrag i närheten av Falklandsöarna. Nästa uppdrag var planerat till 13–14 maj, men ställdes in på grund av hårt väder.

### Black Buck Four
Första flygplan: XM597, pilot: Sqr Ldr Neil McDougall

Reservflygplan: XM598

Uppdraget 28 maj skulle ha blivit det första anfallet med anti-radarrobotarna AGM-45 Shrike, men flygplanen återkallades fem timmar efter start efter att ett av tankflygplanens tankningsutrustning hade gått sönder. Eftersom Shrike-robotarna hängde på vapenbalkar under vingarna kunde bombutrymmet utnyttjas för ytterligare 13 600 liter bränsle, men det räckte ändå inte hela vägen till Falklandsöarna och tillbaka.

### Black Buck Five
Första flygplan: XM597, pilot: Sqr Ldr Neil McDougall

Reservflygplan: XM598

31 maj startade bombplan med Shrike-robotar återigen mot Falklandsöarna. Målet var den Westinghouse AN/TPS-43 luftspaningsradar som Argentinas flygvapen baserat på öarna. Den första roboten missade målet med tio meter och splitter skadade vågledaren som dock snart byttes ut.

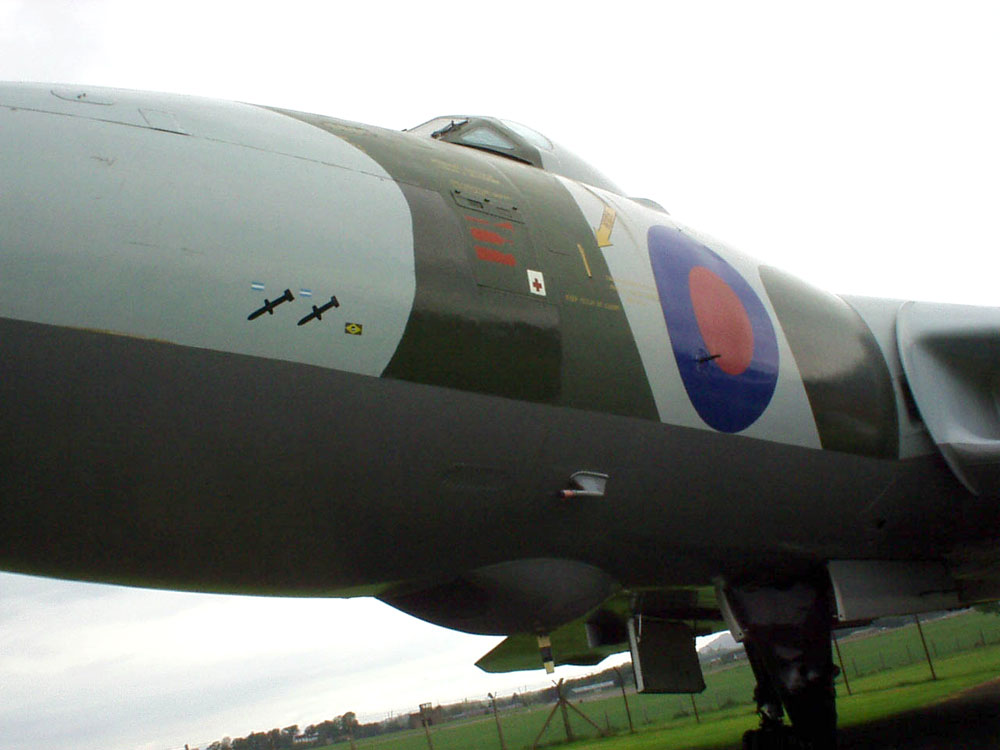
XM597 med siluetterna av två Shrike-robotar målade på nosen.

### Black Buck Six
Första flygplan: XM597, pilot: Sqr Ldr Neil McDougall

Reservflygplan: XM598

3 juni genomfördes det andra anfallet med Shrike-robotar. Av erfarenhet från förra anfallet stängde argentinska armén av den stora Westinghouse-radarn. Piloten Neil McDougall valde då att i stället anfalla två Skyguard eldledningsradar för luftvärnsbatterier. Fyra argentinska soldater dödades och radarn förstördes.
På återvägen misslyckades lufttankningen och bombplanet blev tvingat att nödlanda på flygbasen Galeão i Rio de Janeiro på grund av bränslebrist. Flygplanet och besättningen internerades och den kvarvarande Shrike-roboten konfiskerades av brasilianska staten. Både Argentina och Storbritannien begärde besättningen utlämnad, men först 11 juni tilläts besättningen återvända med flygplanet till Ascension. Orsaken lär ha varit att påven Johannes Paulus II skulle anlända till Galeãoflygplatsen denna dag och att det brittiska bombflygplanets närvaro då skulle vålla onödigt mycket uppmärksamhet.

### Black Buck Seven
Första flygplan: XM607, pilot: Flt Lt Martin Withers

Reservflygplan: XM598

Det sjunde och sista uppdraget flögs 12 juni och riktades mot argentinska försörjningslager öster om flygplatsen. Brittiska trupper hade vid den här tiden börjat avancera mot Port Stanley från bergen väster om staden. Målet var inte längre att slå ut landningsbanan (den planerade man i stället att använda själva så snart den var tagen) utan att understödja markanfallet. Meningen var att bomberna skulle sprängas i luften, men tändrören var felinställda och de sprängde i stället kratrar i marken.

## Utfall
Vid en första anblick kan det förefalla som om flyganfallen gav ett mycket magert resultat: Landningsbanan reparerades inom ett dygn efter Black Buck One och fortsatte att användas av propellerflygen C-130 Hercules och IA 58 Pucara samt jetflyget Aermacchi MB-339 under resten av kriget. Den stora Westinghouse-radarn fortsatte också att vara operativ, även om hotet från Shrike-robotarna gjorde att den ofta stängdes av när brittiskt attackflyg närmade sig.
Syftet med anfallen mot flygplatsen var att hindra Argentina från att basera A-4 Skyhawk och Mirage III i Port Stanley. Redan första veckan i april hade bromswire och tillhörande utrustning transporterats till Port Stanley. Även stålmattor för att förlänga startbanan fanns på plats, men mycket av arbetsutrustningen fanns ombord på lastfartyget Córdoba. Kratrarna i banan som åstadkoms under Black Buck One kunde utan den utrustningen inte repareras tillräckligt bra för att möjliggöra start och landning av snabba stridsflygplan. Med de brittiska atomubåtarnas blockad av öarna var det likväl för ont om flygbränsle och ammunition för att operera med överljudsflygplan från Port Stanley.

### Webbkällor
- ”Operation Black Buck - 1st May to 12 June 1982”. Royal Air Force. Arkiverad från originalet den 14 februari 2014. https://web.archive.org/web/20140214215009/http://www.raf.mod.uk/history/OperationBlackBuck.cfm.
- Castle, David (22 februari 2022). ”Falklands War 1982: Black Buck Six – Rio de Janeiro Diversion”. Vulcan Boys. https://vulcantothesky.org/articles/black-buck-six-rio-de-janeiro-diversion/.

Den här artikeln är helt eller delvis baserad på material från engelskspråkiga Wikipedia, Operation Black Buck, 26 november 2010.